# Александр Павел Сапіга
Александр Павел Сапіга гербу Лис (нар. 8 серпня 1672 — пом. 4 січня 1734, Вільно) — державний діяч Великого князівства Литовського та Речі Посполитої, чашник великий литовський (1692), маршалок надвірний (1692—1699) і великий (1699—1703, 1705—1709, 1713—1734) литовський, маршалок Головного трибуналу Великого князівства Литовського (1709).

## Життєпис
Народився Александр Павел 8 серпня 1672 року. Був наймолодшим сином на той час воєводи полоцького Казімєжа Яна Павла Сапіги і Кристини з Глібовичів. Мав братів Єжи Станіслава і Міхала Францішека, а також сестру Катажину Схоластику.
Навчався спочатку в Браунсберзькій єзуїтській колегії (1683—1684), 1685 року продовжив навчання за кордоном, здебільшого в Парижі. Повернувся до Литви наприкінці 1689 року. 1691 року брав участь у невдалому молдавському поході короля Яна III Собєського.
У першій половині 1692 року Александр Павел отримав посаду чашника великого литовського, а вже 22 серпня був номінований на маршалка надвірного литовського. Цього ж року він отримав староства вовпінське, ґульбінське та рабштинське. Постійно брав участь у житті двору, перебував поряд із хворим королем до його смерті.
Після зірваного конвокаційного сейму 1696 року 28 вересня вступив до генеральної конфедерації. Під час елекції 1697 року, як і інші Сапіги, підтримував кандидатуру принца де Конті. 5 липня підписав у Варшаві ініційоване його прихильниками оголошення на підтримку вільних виборів, яке скликало шляхту на з'їзд на захист порушених прав Речі Посполитої.
1698 року визнав за короля Августа II Фрідріха, вже на початку року перебував у його оточенні у Варшаві. 14 липня був номінований королем на маршалка великого литовського. Зважаючи на те, що це призначення багатьма ставилося під сумнів, 27 серпня 1699 року король підтвердив своє призначення.
1700 року Александр Павел взяв участь у битві під Олькениками, під час якої разом із батьком і дядьком Бенедиктом Павлом на ранніх етапах залишили поле битви, бачачи перевагу сконфедерованої шляхти. Пізніше він мав конфлікт з королем, який врешті-решт закінчився підписанням маршалком 6 березня 1702 року так званого «маніфесту Сапігів проти републікантів» і переходом до обозу Карла XII. На Люблінському сеймі 1703 року за зраду був позбавлений уряду маршалка.
Влітку 1705 року як делегат від Литви підписав акт конфедерації варшавської, визнав королем підтримуваного шведами Станіслава Лещинського. Лещинський поновив Сапігу на посаді маршалка великого литовського, останній раз він вживав цей титул 1709 року. Сапіга переважно супроводжував короля, виконував різноманітні його доручення, зокрема декілька років провів з ним за кордоном. 1708 року повернувся до Литви разом із Лещинським. 25 травня цього року отримав від батька в цесію староство борцянське, а в червні — староства лятовицьке, єзерищанське та пунське. 1709 року був також обраний у Вільні депутатом Головного трибуналу Великого князівства Литовського, на якому потім був обраний маршалком.

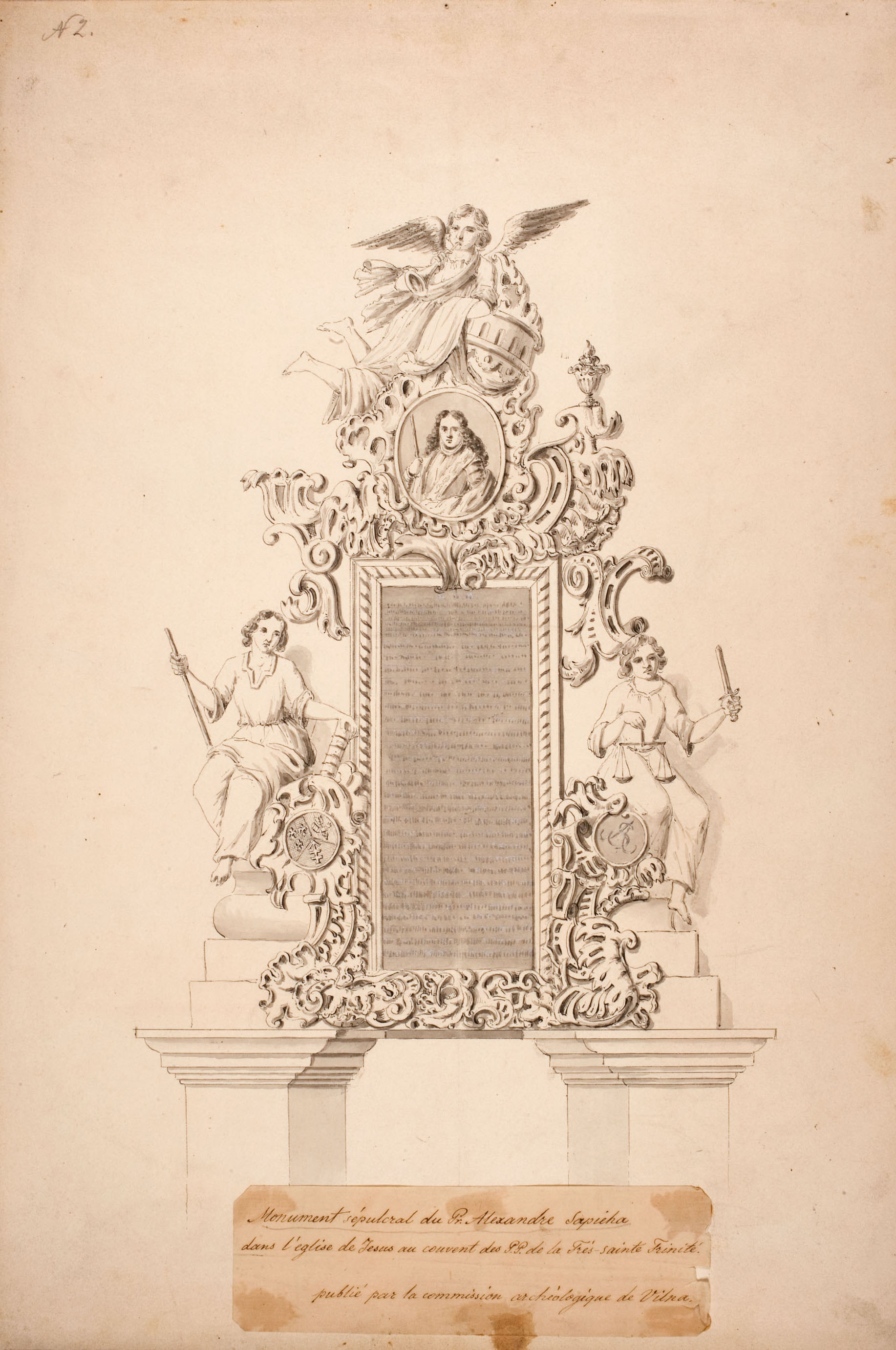
Надгробок Александра Павла Сапіги. Малюнок Марцелія Янушевича, 1857 рік.

Після відновлення влади Августа II, Сапіга спочатку перебував у Королівській Пруссії, побоюючись опонентів. Імовірно, був поновлений у честі та правах 1710 року. 10 квітня 1713 року втретє отримав посаду маршалка великого литовського, залишався на ній до кінця життя. На початку 1714 року офіційно попросив вибачення в короля у Варшаві. 1715 року отримав Орден Білого Орла. Тоді ж батько передав йому в цесію рокантиське, лавариське й анікштанське староства. Подальша політична діяльність Александра Павла полягала переважно в захисті залишків маєтностей і впливу, втрачених родиною Сапігів після битви під Олькениками.
Останні 3 роки перед смертю Александр Павел Сапіга важко хворів після перенесеного апоплексичного удару. Востаннє він виступає в урядових документах 1731 року. Від 1732 року був частково паралізований. Помер 4 січня 1734 року в палаці Сапігів на Антоколі у Вільні, похований у Костелі Господа Ісуса при Тринітарському кляшторі, у фундації якого свого часу брав участь.

## Маєтності

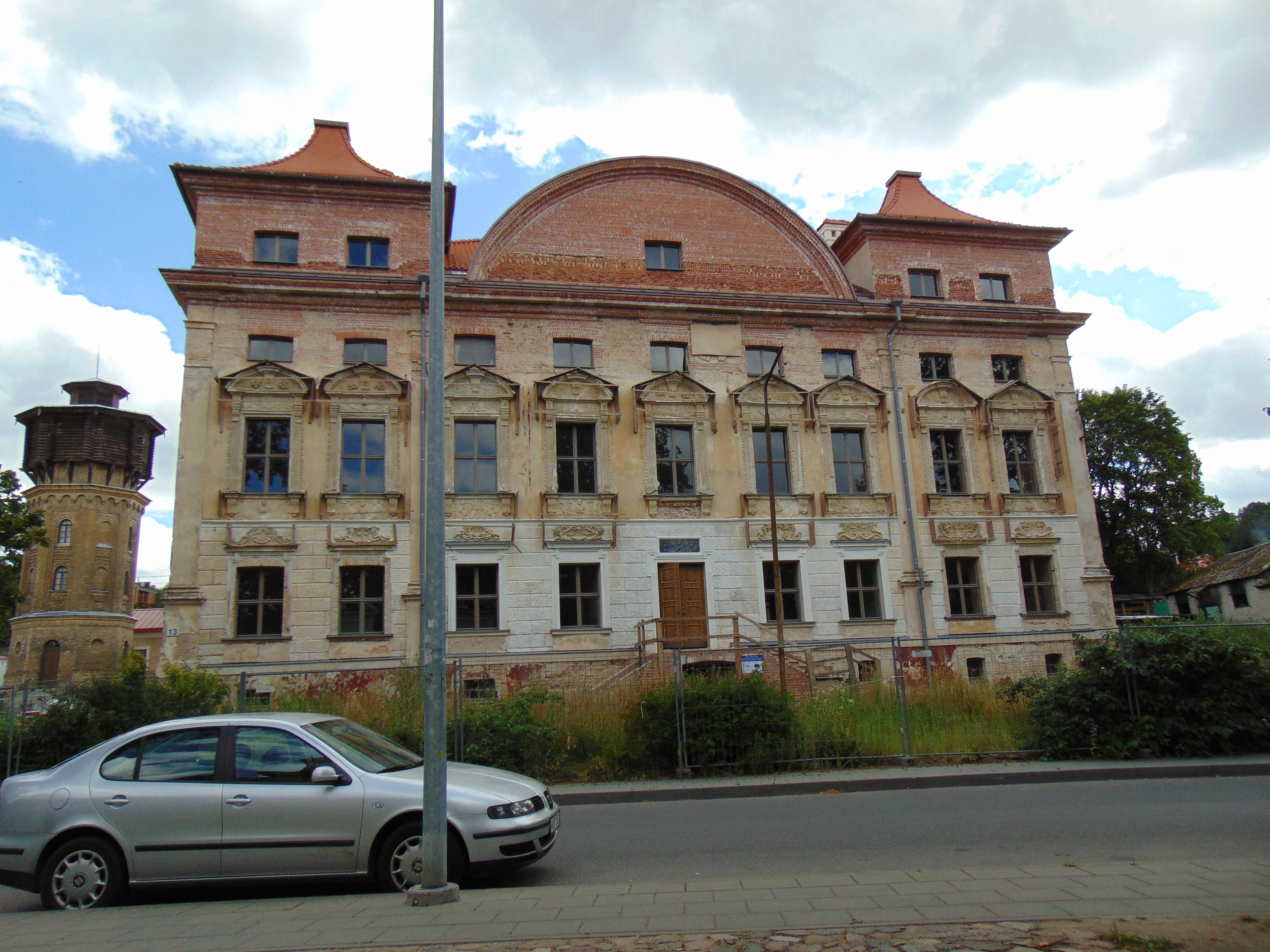
Палац Сапігів на Антакальнісі (Вільнюс), 2015 рік

Ще після одруження Александр Павел Сапіга отримав від батька Іказнь, Друю та Сапєжин. Володів також Освеєю, Шкудами, Кретингою, Шарковщиною й Іллею. Однак усі ці маєтки, особливо в першій чверті XVIII століття, були або заставленими, або обкладені боргами. Після смерті батька Александр Павел разом із братом Єжи Станіславом 4 січня 1721 року розподілили спадщину, внаслідок чого перший отримав материнські Дубровно, Заславль, Ів'є, Слушчинський палац у Гродно. Брати відмовилися від спадщини батька, щоб розрахуватися з його боргами.

## Сім'я

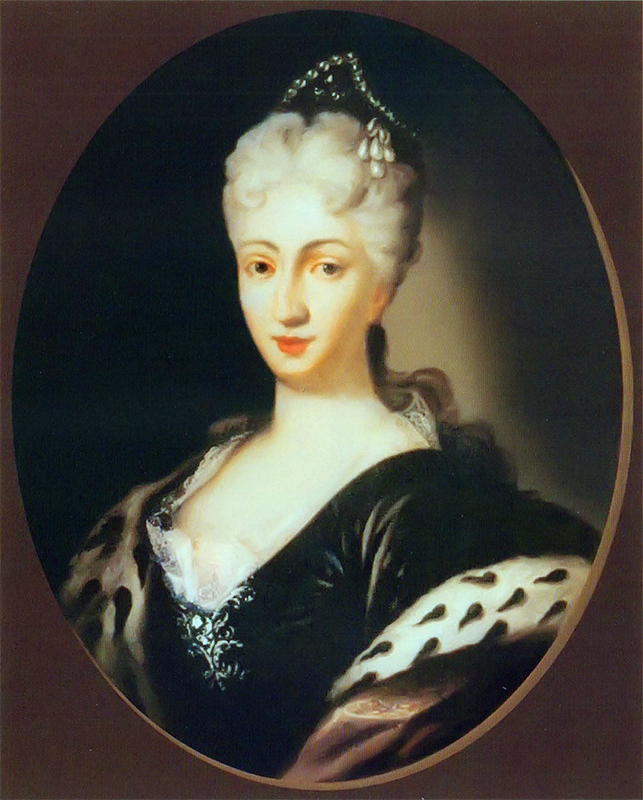
Портрет Марі Крістін Катрін де Бетюн, бл. 1700 року

20 квітня 1691 року одружився з удовою по Станіславу Казімєжу Радзивіллу, маркізою Марі Крістін Катрін де Бетюн, донькою французького посла Франциска Ґастона де Бетюна, племінницею королеви Марії Казимири. Мали четверо дітей:
- Людвіка Марія (1695—1766) — дружина 1) 1711 — старости опочненського та рабштинського Александра Домініка Вєлопольського (пом. 1725); 2) 1726 — в майбутньому підстолія великого литовського та воєводи белзького Антонія Міхала Потоцького.
- Казимир Леон (Лев) Кароль (1697—1738) — воєвода берестейський, генерал литовської артилерії.
- Юзеф Станіслав[pl] (1708—1754) — єпископ-коад'ютор віленський, референдар великий литовський.
- Міхал Антоній (1711—1760) — ловчий великий литовський, воєвода підляський, підканцлер литовський; перекладач трагедій і поет.

Ще декілька їхніх дітей померли в дитинстві.
Його сучасники вважали Александра Павла Сапігу батьком підканцлера литовського Міхала Фридерика Чарторийського через його відомий роман із матір'ю Ізабелою з Морштинів.